# Aechmea mutica
Aechmea mutica é uma espécie de  planta do gênero Aechmea e da família Bromeliaceae. Esta espécie é endêmica do Estado do Espírito Santo no leste do Brasil.

## Taxonomia
A espécie foi descrita em 1955 por Lyman Bradford Smith.

## Forma de vida
É uma espécie epífita, terrícola e herbácea.

## Conservação
A espécie faz parte da Lista Vermelha das espécies ameaçadas do estado do Espírito Santo, no sudeste do Brasil. A lista foi publicada em 13 de junho de 2005 por intermédio do decreto estadual nº 1.499-R.

## Distribuição
A espécie é endêmica do Brasil e encontrada no estado brasileiro de Espírito Santo.
A espécie é encontrada no domínio fitogeográfico de Mata Atlântica, em regiões com vegetação de floresta ombrófila pluvial.

## Descrição
Brácteas florais largo-ovadas, acuminadas, mucronadas, rosadas.